# Forellen Peak
Der Forellen Peak ist ein Berg im Grand-Teton-Nationalpark im Westen des US-Bundesstaates Wyoming. Er hat eine Höhe von 2980 m und ist Teil der Teton Range in den Rocky Mountains. Der Name des Berges ist auf das deutsche Wort Forelle zurückzuführen.

## Lage
Der Forellen Peak liegt im äußersten Norden des Nationalparks, rund 2,8 km nordwestlich von Elk Mountain und Owl Peak, 3 km südlich des Survey Peak und einige Kilometer nordöstlich des Red Mountain. Während sich der Berg im Süden mehr als 760 m steil über das Tal des Owl Creek erhebt, fällt die Nordflanke flach zum Tal des Berry Creek hin ab.

## Besteigung
Im Vergleich zu einem Großteil der höheren Gipfel der Teton Range weiter südlich ist die Besteigung des Forellen Peak technisch unschwierig, setzt allerdings Kondition und Orientierungsfähigkeit voraus. Man startet am John D. Rockefeller, Jr. Memorial Parkway nördlich des Grand-Teton-Nationalparks und folgt dem Glade Creek Trail entlang des Snake Rivers nach Süden. Nahe dem Harem Hill biegt man nach Westen ab und folgt dem Berry Creek Trail für einige Kilometer nach Westen. Über den Forellen Divide Trail kommt man dem Gipfel am nächsten, dieser kann jedoch nur weglos erreicht werden. Alternativ kann der Berry Creek Trail auch per Boot über den Jackson Lake erreicht werden.

## Belege
1. ↑  Geonames: Forellen Peak. Abgerufen am 27. Juli 2021.
2. ↑  Peakbagger: Forellen Peak. Abgerufen am 27. Juli 2021.
3. ↑  Gannett, Henry: The Origin of Certain Place Names in the United States. 1905, S. 128 (archive.org).
4. 1 2  Naturalatlas: Forellen Peak. Abgerufen am 27. Juli 2021 (englisch).